# Pirispora trisetosa
Pirispora trisetosa är en svampart som beskrevs av Faurel & Schotter 1966. Pirispora trisetosa ingår i släktet Pirispora, divisionen sporsäcksvampar och riket svampar.   Inga underarter finns listade i Catalogue of Life.